# Buddenbrooks: Verfall einer Familie
Buddenbrooks: Verfall einer Familie (Brasil: Os Buddenbrooks / Portugal: Os Buddenbrook) foi o primeiro romance escrito por Thomas Mann, em 1901, que conta a saga de uma família por quatro gerações.

## Adaptações cinematográficas
- 1923: Buddenbrooks (filme mudo). Realização: Gerhard Lamprecht. Com Peter Esser, Mady Christians, Alfred Abel, Charlotte Böcklin, Hildegard Imhof e Ralph Arthur Roberts
- 1959: Buddenbrooks. Realização: Alfred Weidenmann. Com Liselotte Pulver, Nadja Tiller, Hansjörg Felmy, Hanns Lothar, Robert Graf, Rudolf Platte, Lil Dagover, Günther Lüders, Gustav Knuth, Helga Feddersen e Werner Hinz
- 1979: Die Buddenbrooks (minissérie de TV). Realização: Franz Peter Wirth. Com Carl Raddatz, Volkert Kraeft, Michael Degen, Reinhild Solf, Marion Kracht, Ursula Dirichs, Ruth Leuwerik e Martin Benrath
- 2008: Buddenbrooks. Realização: Heinrich Breloer. Com Armin Mueller-Stahl, Iris Berben, Jessica Schwarz, Mark Waschke e August Diehl